# Macrepistius
Macrepistius es un género extinto de peces actinopterigios prehistóricos. Fue descrito por Cope en 1894.
Vivió en los Estados Unidos (Texas).